# Stará synagoga v Přemyšlu
Stará synagoga (Stara Synagoga w Przemyślu), která již dnes neexistuje, se nacházela v centru Přemyšlu, v bývalé židovské čtvrti, přibližně na dnešní adrese: ul. Jagiellońská 33. Po celou dobu své existence (více než 350 let) byla duchovním, sociálním a vzdělávacím centrum Přemyšlských Židů.

## Historie
Tato Stará synagoga byla postavena v letech 1590–1594 na místě tzv. Nejstarší synagogy. Povolení k její stavbě vydal přemyšlský biskup Vavřinec Gošlický (Wawrzyniec Goślicki). Synagoga byla umístěna uvnitř města, přímo u hradeb, ke kterým původně přiléhala. Stavební práce řídil italský architekt a stavitel opevnění Bonini.

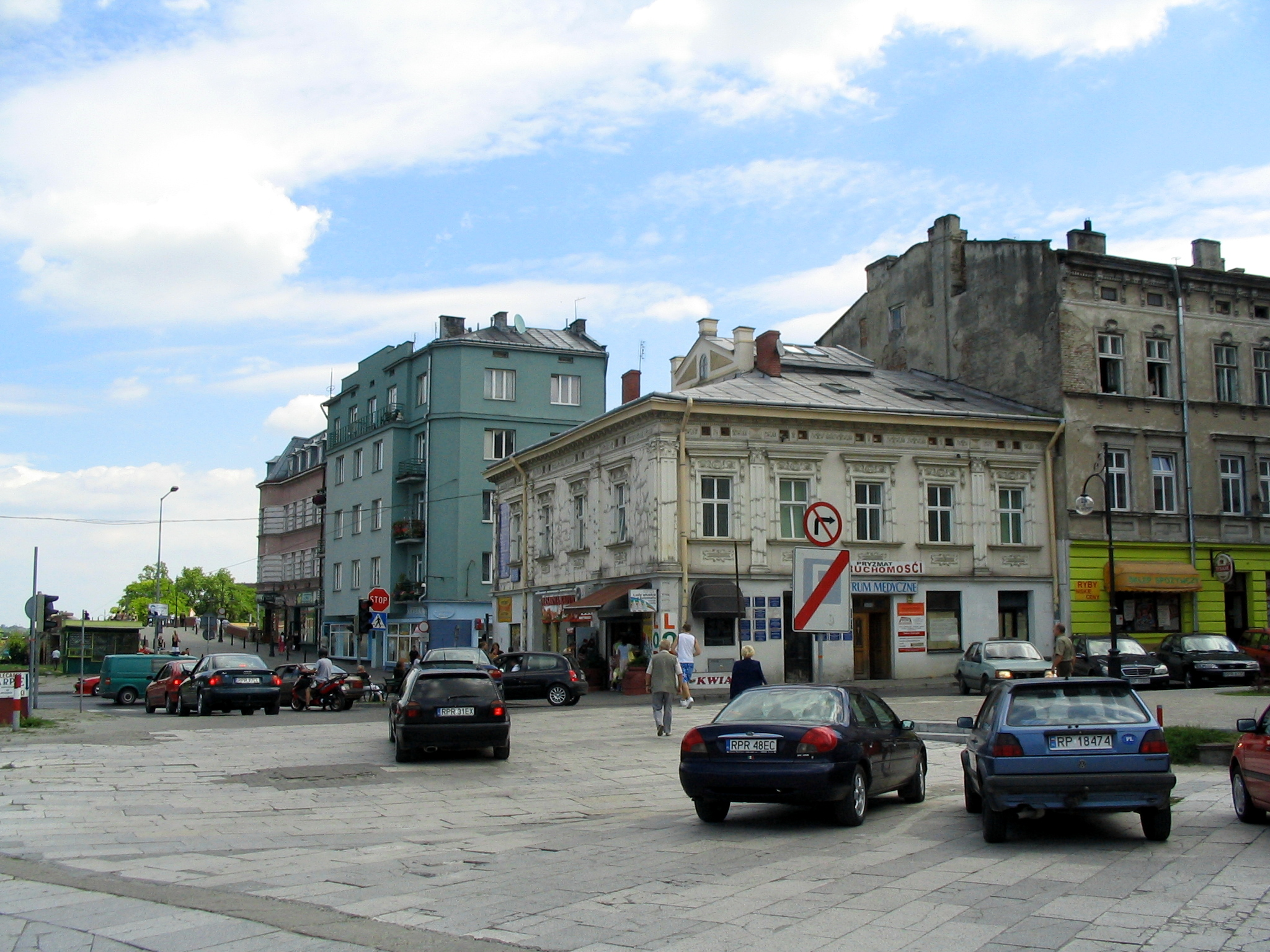
Současný pohled na místo, kde stávala Stará synagoga

V roce 1746 jezuitští studenti přepadli židovskou čtvrť a vyrabovali domy. Také rozkradli a zničili interiér této synagogy. Největším zneuctěním bylo zničení svatostánku Aron ha-kodeš, jenž zůstal v troskách, a dále zničení 22 svitků Tóry, které byly roztrhány a poté rozptýleny po ulicích. Zničena také byla značná část archivu, který obsahoval cenné dokumenty a soubory židovské komunity. Pouze malá část dokumentů nepodlehla zkáze. V souvislosti s tímto pogromem a zkázou, zaplatil jezuitský řád náhradu ve výši 15 000 polských zlotých na odstranění způsobených škod.
V letech 1910-1914 byla synagoga zrestaurována pod vedením architekta Tadeáše Moklovského (Tadeusz Mokłowski). V roce 1934 byla synagoga zapsána na Seznam polských památek. Během druhé světové války byla během bojů poškozena. V roce 1941 bylo zničení dokončeno nacisty, kteří ji vyhodili do povětří.
V roce 1956, tehdejší vedení města, nařídilo zlikvidovat pozůstatky synagogy, a to i přes námitky památkového konzervátora, který plánoval výstavbu památníku. V současné době se na místě této synagogy nachází prázdné náměstí, kde parkují automobily.

## Architektura
Kamenná synagoga byla postavena na pravoúhlém půdorysu, v renesančním slohu. Původně se jednalo o jediný, pravoúhlý hlavní sál. Na stěnách byly fresky vysoké umělecké hodnoty z roku 1840. Obsahovaly, kromě jiného, biblické scény, krajinné scény, zvířata, hebrejské nápisy a modlitby.
Uprostřed byly čtyři sloupy zakončené hlavicemi korintského řádu, mezi nimiž byla bima. Na východní stěně se nacházel skromný renesanční Aron ha-kodeš, nahoře zakončený trojúhelníkovým kladím podepřeným čtyřmi sloupky.
V pozdějších letech byla k synagoze přistavěna řada přístaveb, ve kterých byla ješiva, studovna Tóry, dvě modlitebny a sídlo krejčích minjanů. Během restaurace budovy v roce 1910 byla ze strany ulice Jagelloňské přidána renesanční hřebenová atika.